# كارين كان
كارين كان (بالإنجليزية: Karen Kane)‏ هي مصممة أزياء أمريكية، ولدت في 23 يوليو 1956 في باربرتون في الولايات المتحدة.

## وصلات خارجية
- الموقع الرسمي